# Dale (album de Pitbull)
Pour les articles homonymes, voir Dale.
 (août 2015).
Si vous disposez d'ouvrages ou d'articles de référence ou si vous connaissez des sites web de qualité traitant du thème abordé ici, merci de compléter l'article en donnant les références utiles à sa vérifiabilité et en les liant à la section « Notes et références ».
Albums de Pitbull
Globalization
(2014) Climate Change
(2017)
Singles
1. Como Yo Le Doy
Sortie : 8 juillet 2014
2. Piensas (Dile la Verdad)
Sortie : 20 novembre 2014

Dale (prononcé : [ˈdale]; littéralement "Allons-y") est le neuvième album studio du rappeur latino-américain Pitbull. Il a été publié le 17 juillet 2015 par M. 305, Polo Grounds Music, RCA Records et Sony Music Latin. Cet album arrive cinq ans après son dernier album en langue espagnole Armando, sorti en 2010.

## Liste des pistes
| 1.  | Piensas (Dile la Verdad) (featuring Gente de Zona)                       | Armando C. Pérez aka Pitbull, AJ Jannusi, Bilal Hajji, Justin Trugman, José C. García, Jorge Gómez, Alexander Delgado, Randy Malcolm & Michael Calderon | DJ Chino, Jorgie, Justin Trugman, AJ Junior | 3:46 |
| 2.  | Como Yo Le Doy Remix (Spanglish Version) (Don Míguelo featuring Pitbull) | | Don Miguelo                                 | 4:22 |
| 3.  | El Taxi (featuring Sensato et Osmani García)                             | Osmani Garcia, Armando C. Pérez, William Reyna, José C. García, Jorge Gómez, Everton Bonner, John Taylor, S. Dunbar & Lloyd Oliver Willis               | DJ Chino, Jorgie, DJ Unic                   | 4:09 |
| 4.  | Yo Quiero (Si Tu Te Enamoras) (Gente de Zona featuring Pitbull)          | | DJ Chino, Jorgie, Motiff                    | 3:28 |
| 5.  | El Party (featuring Micha)                                               | | DJ Chino, Jorgie, DVLP                      | 3:55 |
| 6.  | Mami Mami (featuring Fuego)                                              | | DJ Chino, Jorgie, DVLP                      | 3:32 |
| 7.  | Baddest Girl in Town (featuring Mohombi et Wisin)                        | Armando C. Pérez, Mika Moupondo, Alexandru Cotoi, Mohombi Moupondo, Juan Luis Morera Luna, José C. García & Jorge Gómez.                                | Alexandru Cotoi, Mika Moupondo, DJ Chino    | 3:03 |
| 8.  | Chi Chi Bon Bon (featuring Osmani García)                                | | DJ Chino, Jorgie, Javier Conde Alonso       | 3:37 |
| 9.  | Haciendo Ruido (featuring Ricky Martin)                                  | | DJ Chino, Jorgie, AJ Junior, Jimmy Joker    | 3:08 |
| 10. | Hoy Se Bebe (featuring Farruko)                                          | | DJ Chino, Jorgie                            | 3:36 |
| 11. | No Puedo Mas (featuring Yandel)                                          | | DJ Chino, Jorgie, Bilal The Chef, DVLP      | 3:45 |
| 12. | Que Lo Que (Sensato featuring Pitbull, Papayo et El Chevo)               | | Mario Genio Coto                            | 3:43 |

## Classement par pays
| Classement (2015)                       | Meilleure position |
| --------------------------------------- | ------------------ |
| Espagne Productores de Música de España | 62                 |
| Suisse Schweizer Hitparade              | 71                 |
| États-Unis Billboard 200                | 97                 |
| États-Unis Billboard Latin albums       | 1                  |